# Эксесивизм
Эксесивизм (Excessivism) - новое глобальное движение в сфере искусства, как правило, выступает с критикой общества потребления. У движения есть основатель — Галуст Гудель, несколько ранних последователей и манифест: « Инициатива Эксесивизма рефлексирует над капиталистической системой, где всегда присутствует избыток; единственной целью капиталистической системы является прибыль, она относится к человеку и окружающей среде только как к средству. Растрачивание природных ресурсов только увеличивается, в то время как миллионы голодают, находятся на грани выживания, другие наслаждаются роскошью…». Эксесивизм, как новая форма выражения, создает важное общественно-политическое послание; возможно, с ним мы получили следующее крупное движение. Экспериментируя с материалами и технологиями, Эксесивизм использует понятия абстракции, чтобы выразить обе стороны: привлекательность и абсурдность денег, управляющих жизнью.

## История
Основатель движения — Галуст Гудель сначала представил движение на своей выставке «Излишки — новая норма» на арт-сцене в ноябре 2014года в галерее Red Pipe в рамках персональной выставки. Архивная копия от 24 ноября 2016 на Wayback Machine Позднее в 2015 году состоялась выставка «Excessivist Initiative» в Лос-Анджелесе, в галерее Брюэри Арт Уолк, манифест Эксесивизма был опубликован в еженедельной газете Downtown News в сентябре 2015 года. Идея движения была продумана в студии основателя на основе его личных суждений и его отношения как потребителя с капиталистическим миром. На выставке были представлены работы 21 художника:  Бретт Бейкер, Кристоф Баудсон, Эндрю Дэдсон, Ян Дэвенпорт, Джон Эттер, Галуст, Дон Харджер, Чжу Джинши, Фабиан Маркэшо, Рокси Пэйн, Скотт Рихтер, Самвел Сагателян, Элизабет Шеппел, Майкл Тоингс, Майкл Вильярреал, Данх В. О., Каллен Вашингтон мл., Бриджит Уотсон, Лесли Уэйн, Ай Вэйвэй и Цадик Задикян. Все они исследовали и по-своему выразили через визуальные формы искусства, такие как картины, скульптуры и инсталляции отношение общества к материальным ценностям, подчеркивали чрезмерно щедрое использование ресурсов в современных условиях.

## Искусство Галуста Гуделя
Как основатель движения современного искусства Эксесивизма, Галуст Гудель опирается на свои принципы в критике капиталистического общества. Он стремится заново определить физические и концептуальные границы живописи, воплощает их в органических скульптурах, архитектурных элементах, инсталляциях. В своей практике Галуст Гудель использует такие материалы как стекло, винил, металл, акрил для создания объемных картин и инсталляций, как икон роскоши. Его творчество как будто находится между эстетикой китча и поп-артом, и становится его собственным оружием против общества. Галуст Гудель утвердил себя в качестве художника, реагирующего своими произведениями на общественно-политические ситуации с сатирой.

## Воззрения художников Эксесивизма
К направлению Эксесивизма идейно можно отнести множество авторов и работ, хотя в действительности движение зародилось только в 2015 году и включает в себя некоторых художников, которые хорошо нам известны. К примеру Ай Вэйвэй один из представителей, что не вызывает удивления, ведь китайский художник часто подчеркивает безрассудство капитализма. Другие художники, такие как Каллен Вашингтон младший, который сейчас работает в Нью-Йорке с абстракциями, не с абстрактными объектами, он фиксирует свое опытное видение мира и его диалог в процессе становления, и Рокси Пэйн выражают идеи Эксесивизма через концептуальные мультимедийные коллажи и крупные инсталляции. В работах последователей можно найти обильное использование красок, как это было у Эндрю Дэдсона, Бретта Бейкера, Элизабет Шеппел и Майкла Вильяреала. Их картины в основном построены толстыми слоями краски, подчеркивая роль материала в качестве носителя сообщения Эксесивизма.